# 山河街道
山河街道，是中华人民共和国吉林省长春市双阳区下辖的一个乡镇级行政单位。

## 行政区划
山河街道下辖以下地区：
新城社区、羊圈村、五家村、万宝村、宝善村、三家村、八面村、柳树村、立新村、大将村、朝阳村、新开村、沿河村、烧锅村、三专村、羊专村、隆兴村、大龙村、卢家村、东升村、新风村、庄家村、阳平村、佟家村、靠山村和樊家村。